# Huub Dassen
Hubert Michel Jozef (Huub) Dassen (Heerlen, 25 december 1909 – Sittard, 21 augustus 1978) was een Nederlands politicus namens de KVP.
Dassen was lid van de Tweede Kamer namens de KVP van 1946 tot in 1952. Dassen was hierna burgemeester van Schaesberg (1952-1959) en Sittard (1959-1975). Van 1949 tot in 1963 was hij ook landdrost van het geannexeerde Tudderen.
Hij werd onderscheiden als Officier in de Orde van Oranje-Nassau (27 april 1962) en benoemd tot ereburger van Sittard.